# Karen Strassman
Karen Strassman (Washington, 1966. június 5. –) amerikai szinkronszínész és színésznő. A francia nyelvet is jól beszéli, így francia akcentussal beszél a francia szereplőknél. Kirsty Pape és Mia Bradly neveken is ismert.

## Szerepei

### Animék
- .hack//Liminality - Kjoko édesanyja
- Ai Jori Aosi - Maju Mijuki
- Angel Tales - Juki a kígyó
- Avenger - Io
- Babel II - Beyond Infinity  - Rjoko
- Blade of the Immortal - Oren
- Bleach - Szoifon, Momo Hinamori, Szun-Szun, Dalk
- Blue Dragon - Valkyrie
- Buszó Renkin - Mahiro Muto
- Chobits - Juzuki
- Code Geass - Kallen Stadtfeld
- Cosmo Warrior Zero - Helmatier
- Dangaizer 3 - Nacuki, Reika Fou
- DearS - Ren
- Fate/stay night - Rider
- Gankucuó: Monte Cristo grófja - Mercédès de Morcerf
- Gun X Sword - Fasalina
- Gundress - Takako
- Haibane Renmei - Nemu
- Hanaukjo Maid Team - Mariel
- Hanaukjo Maid Team La Verite - Mariel
- Immortal Grand Prix - Fantine Valjean
- Kjo Kara Maoh! - Beatrice, Giesela, Cecilie
- Last Exile - Queen Delphine
- Lucky ☆ Star - Mijuki Takara
- Monster - Nina Fortner
- Overman King Gainer - Jaboli Mariela
- Planetes - Sia édesanyja
- Please Teacher! - Konoha Edadzsima
- Please Twins! - Kikuchi
- Rozen Maiden - Szuigintou
- Ruróni Kensin - Icuko Kacu
- Samurai Champloo - Oszuzu
- Scrapped Princess - Steyr, Fafal
- Singecutan Cukihime - Aoko Aozaki
- Strawberry Eggs - Miho édesanyja
- Tales of Phantasia: The Animation - Mint Adenade
- Tengen Toppa Gurren Lagann - Kijoh Ritona
- The Big O - Recepciós (19. epizód)
- When They Cry - Higurasi - Mijo Takano
- Wild Arms: Twilight Venom - Maiden
- Witch Hunter Robin - Csie (6. epizód)
- X - Sacuki Jatoudzsi
- Zatch Bell! - Sherry Belmont (86. epizódtól)

### Rajzfilmek
- Huntik: Secrets & Seekers - Zhalia Moon

### Videojátékok
- Armored Core 4 - Anjou, Mary Shelley
- Ar Tonelico: Melody of Elemia - Misha Arsellec Lune
- Ar Tonelico 2: Melody of Metafalica - Cocona Bartel, Misha Arsellec Lune
- Ar Tonelico: Qnell of Ar Ciel - Cocona Bartel
- Baroque - The Horned Girl
- Bleach: Shattered Blade - Szoifon, Momo Hinamori
- Bleach: The Blade of Fate - Szoifon, Momo Hinamori
- Bleach: Dark Souls - Szoi Fon, Momo Hinamori
- Crimson Gem Saga - Acelora
- Cy Girls - J.J.
- Dead or Alive Xtreme 2 - Helena Douglas
- Dead or Alive Paradise - Helena Douglas
- Final Fantasy IV - Rosa Farrell, Barbariccia
- Final Fantasy Crystal Chronicles: Crystal Bearers - Kisebb szerepek
- Fragile Dreams: Farewell Ruins of the Moon - Sai
- Mortal Kombat (2011) - Kitana és Mileena
- Odin Sphere - Gwendolyn
- Operation Darkness - Cordelia, Leona
- Romancing SaGa - Claudia
- Rumble Roses XX - Miss Spencer / Mistress
- Rune Factory Frontier - Lara
- Shin Megami Tensei: Persona 3 - Aigis, Natsuki Moriyama
- Shin Megami Tensei: Persona 3 FES - Aigis, Natsuki Moriyama
- Shin Megami Tensei: Persona 4 - Nanako Dojima, Izanami, Kanji édesanyja, kisebb szerepek
- Suikoden V - Sialeeds
- The Saboteur - Veronique
- Trauma Center: New Blood - Elena Salazar, Kanae Tsuji, Isabella Vazquez, Maria Estrada

### Élőszereplős
- Cutie Honey - Cobalt Claw